# Filler (anime)
Seriile anime se bazează, de obicei, pe manga, un tip de benzi desenate japoneze. Termenul filler se referă la o poveste dintr-un anime care nu era în manga. Acestea sunt create pentru că producția anime depășește de obicei manga. Episoadele filler nu continuă povestea și de obicei sunt de o calitate mai mică atât vizual, cât și narativ.

## Utilizare
Companiile de animație utilizează episoadele filler din mai multe motive:
- Dacă companiile consideră că anime-ul se apropie prea repede de manga, vor insera episoade complete de umplutură pentru a permite scriitorului manga să scrie mai multe capitole.
- Versiunile Anime sunt de obicei capabile să adapteze cel puțin două capitole de manga per episod anime. Dacă scriitorii anime consideră că un capitol crucial nu trebuie difuzat în ultima parte a unui episod, vor adăuga un segment filler pentru a compensa acest lucru și vor transmite părțile cruciale într-un episod nou.
- Dacă anime-ul câștigă o popularitate uriașă în rândul spectatorilor, companiile anime adaugă adesea fillers pentru a extinde anime-ul, valorificând popularitatea (un exemplu în acest sens este Naruto).

Episoadele filler ale unor serii anime sunt:
- Naruto: episoadele 26, 97, 99, 101-106, 136-219.[1]
- Naruto Shippuden: episoadede 57-70, 93-111, 144-150, 177, 183-196, 223-242, 257-260, 279-281, 290-295, 305, 307-320, 347-361, 394-413, 416, 427-451, 480-484[2]
- Dragon Ball: episoadele 29-33, 42, 45, 79-83, 127-132, 149-153.[3]

## Termeni înrudiți

### Semifiller
Semifiler sau semi-filler este folosit în anime și are aceeași utilitate ca fillers, cu toate acestea constă dintr-o parte originală din manga și o parte inventată. Acest lucru face ca anime-ul să fie mai lung și încetinește povestea principală.

### Canon Filler
Canonul Filler sunt episoade care nu sunt prezente în seria originală (nu există conținut în lucrarea originală) și au fost adăugate în anime. Cu toate acestea, aceste episoade de umplutură sunt regizate de autorul original, deci sunt numite canon filler. Un exemplu este anime-ul Bleach: în episodul 230, autorul (Tite Kubo) și-a dat seama că animația era foarte aproape de manga și a decis să creeze o poveste doar pentru anime.